# 紅白帯
紅白帯（こうはくおび）は柔道で六段から八段の人が締められる帯。
五段までは実力で昇段が普通だが、六段からは、業績、年齢を加味されての昇段となる場合が多く、現役の選手が六段（紅白帯）以上を締めることはごくわずかである。
講道館は六段になれる年齢を（昇段できる最年少はきまっておりその年齢未満での昇段はできない）27歳としている。ちなみに六段で評定される項目は講道館護身術であり、功績による六段への昇段は五段昇段後15年以上の年限を必要とする。
しかし、女子の場合は六段に昇段できる最年少は満35歳以上であり、評定される項目は柔の形と古式の形であるから注意が必要である。